# Thierno Niang (cầu thủ bóng đá)
Thierno Niang (sinh ngày 18 tháng 1 năm 1992) là một cầu thủ bóng đá người Sénégal thi đấu cho S.C. Freamunde.

## Sự nghiệp câu lạc bộ
Anh ra mắt chuyên nghiệp tại Giải bóng đá hạng nhất quốc gia Bồ Đào Nha cho Leixões vào ngày 12 tháng 9 năm 2015 trong trận đấu trước Vitória Guimarães B.